# Heqanakht papyri

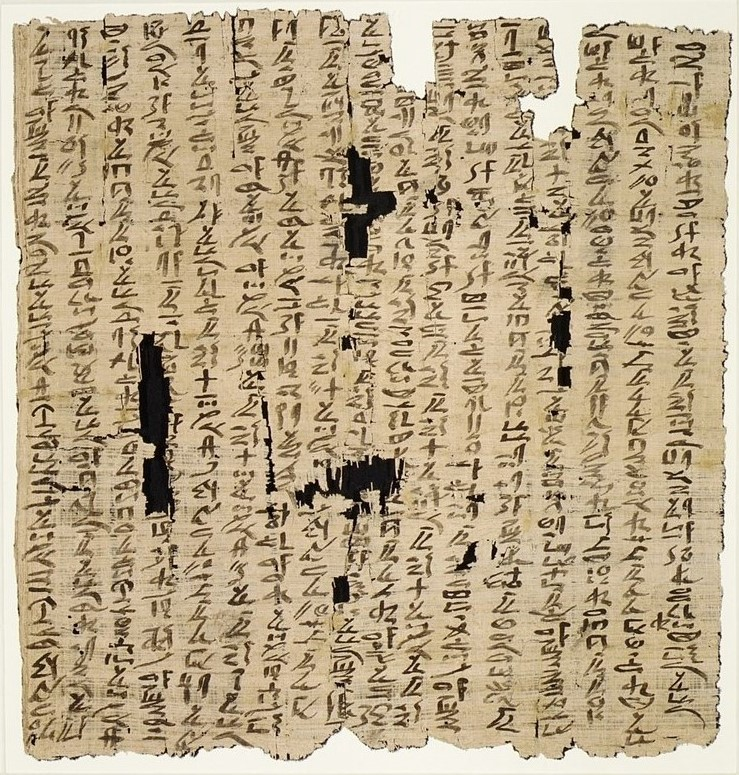
Heqanakht papyrus (MMA 22.3.516) utställd i The Metropolitan Museum of Art i New York.

Heqanakht papyri är en samling manuskript på papyrus som är förknippad med en man vid namn Heqanakht. Denne Heqanakht levde i Egypten runt 2000 f.Kr. och var en så kallad ka-präst, det vill säga en präst som i utbyte mot företrädesvis land och egendom hade hand om en avliden persons gravkult. Textsamlingen, som i huvudsak utgörs av en kommunikation mellan en bortrest Heqanakht och hans hemmavarande hushåll, består både av brev (fyra–fem texter) och räkenskaper (upp till nio texter) och berör såväl hans privata som hans affärsmässiga angelägenheter.

## Breven och räkenskaperna
- Text 1 / "Letter I" (MMA 22.3.516) har Heqanakht som avsändare och är adresserat till hans hushåll i allmänhet och hans ena (och förste) ställföreträdare Merisu i synnerhet. Det ges instruktioner om såväl ekonomiska (först) som sociala (sist) angelägenheter i brevet. Vad gäller det senare så beklagar sig Heqanakht bland annat över att han fått dålig spannmål sänd till sig hemifrån, han förmanar Merisu att behandla Heqanakhts älsklingsson Mer-Sneferu väl, och han uppmanar Merisu att kasta ut en tjänarinna som tycks behandla Heqanakhts hemmavarande fru illa ur hans hem.[4]

- Text 2 / "Letter II" (MMA 22.3.517) har Heqanakht som avsändare och är adresserat till hans hushåll i allmänhet och hans mor Ipi, hans äldre kvinnliga släkting (?) Hetepet och hans båda ställföreträdare Merisu och Nakht. Brevet koncentreras på en reviderad lista rörande vilka ransoner de enskilda hushållsmedlemmarna ska få. Heqanakht säger sig vara tvungen att skära i ransonerna på grund av dåliga tider för jordbruket och uppmanar sina familjemedlemmar att härda ut och acceptera det. Hela hushållet bannas för att de behandlar hans fru illa. Instruktioner om lån av jordbruksmark ges.[5]

- Text 3 / "Letter III" (MMA 22.3.518) har Heqanakht som avsändare och en viss ämbetsman över Nildeltat vid namn Herunefer som mottagare. Innehållet i brevet fokuserar på hjälp med indrivandet av arrenden. Språket är formellt och brevskrivaren lär ha varit (yrkes)skrivare.[6]

- Text 4 / "Letter IV" (MMA 22.3.519) är en korrespondens från dotter till mor, båda personerna bärandes namnet Sitnebsekhtu.  Brevet är kort och förmedlar ett livstecken och några hälsningar. En viss Sihathor omtalas, vilken förmodligen är samme man som beskrivs som budbärare i Heqanakhts texter. Denne Sihathor lär ha fungerat som budbärare åt både Heqanakht och Sitnebsekhtu, därav sammanblandningen av korrespondensen.[7]

- Text 5 / "Account V" (MMA 22.3.520) framstår som en kommunikation mellan Heqanakht och (i första hand) Merisu. Den listar resursförhållanden och fordringar.[8] Räkenskapen har rubricerats som "Hekanakhte's account for Merisu".[9]

- Text 6 / "Account VI" (MMA 22.3.521) tycks vara en lista över fordringar relaterade till Heqanakhts jordbruksprojekt.[10] Räkenskapen har rubricerats som "account of the outstanding debts in Per-Ha3a".[11]

- Text 7 / "Account VII" (MMA 22.3.522) verkar vara en lista över resursförhållanden rörande Sitnebsekhtu.[12] Räkenskapen har, kort och gott, rubricerats som "the account of Zat-neb-sekhtu".[13]

- Text 8 / "Account P" (Papyrus Purches) framstår som en lista över tillgångar och fordringar relaterade till Sitnebsekhtus affärer.[14] Räkenskapen har rubricerats som "the account of debts in Taw-wer".[15]

- Text 9 / "Letter P´" (Papyrus Purches) är ett brev som egentligen inte hör till Heqanakht papyri. Det ger en text som “suddats ut” från en papyrusrulle som tillhör nämnda samling (för återanvändning till "Account P"). De personer som omnämns i brevet förekommer inte på något annat ställe i textsamlingen.[16]

- Text 10 / "Fragment A" (MMA 22.3.523) - förmodligen en räkenskap. Den fragmentariska texten omnämner Heqanakht och Merisu.[16]

- Text 11 / "Fragment B" (MMA 22.3.523) - förmodligen en räkenskap.[16]

- Text 12 / "Fragment C" (MMA 22.3.523) - förmodligen en räkenskap.[16]

- Text 13 / "Fragment D" (MMA 22.3.523) - förmodligen en räkenskap.[16]

- Text 14 / "Fragment E" (MMA 22.3.523) - förmodligen en räkenskap.[17]

Utifrån handstilarna går det att se att tre olika skrivare står bakom textsamlingen. "Letter I-II" och "Account VII, P, A" skrevs av skrivare 1 (förmodligen Heqanakht), "Letter III-IV" och "Account V" skrevs av skrivare 2 (antagligen Sihathor), och "Account VI" skrevs av skrivare 3 (förmodligen en lokal thebansk skrivare). Det går även att slå fast att "Letter I-II" är komplementära i förhållande till varandra, likaså "Letter III" och "Account VI" samt "Account P och VII". Textsamlingen går även att delas in i de som centrerar Heqanakhts hem och marker i och runt orten Nebsyt ("Letter I-III", "Account V-VI") samt de som fokuserar Sitnebsekhtu, staden Abydos och den thinitiska provinsen ("Letter IV", "Account VII, P").

## Textsamlingens arkeologiska sammanhang
Det var en arkeologisk expedition från The Metropolitan Museum of Art under ledning av Herbert Winlock som upptäckte textsamlingen under sin utgrävningssäsong i Thebe (dagens Luxor) 1921-22, och fynden förvaras därför, med undantag av en papyrus (Papyrus Purches), idag på nämnda museum i New York. Det var Battiscombe Gunn som på plats översatte texterna åt Winlock som sedan kunde berätta om det unika fyndet i sin utgrävningsrapport i museets bulletin i december 1922.
Heqanakht papyri upptäcktes i ett klippgravsområde i ökendalen Deir el Bahri vid Assasif (nära Montuhotep II:s dödstempel), närmare bestämt i en mindre grav (MMA 516B) tillhörande en viss Meseh - en man som inte är omtalad i texterna. Anledningen till att textsamlingen påträffades där är inte klarlagd. Ingången, ytterkorridoren och förkammaren i Mesehs grav var öppna redan på Winlocks tid. Det nya som expeditionen gjorde var att bryta sig igenom det igenmurade partiet som blockerade tillträdet till innerkorridoren och själva gravkammaren. I gravkammaren påträffades en träsarkofag med Mesehs mumie och en blygsam mängd gravgods (två keramikkärl och ett "sänghuvudstöd"). Även i förkammaren påträffades en del gravgods (offertavlor och keramik), tillsammans med en del arbetsverktyg (skrivarmaterial och gravkonstruktionsverktyg). Det var i rampen (innanför murblockeringen) ned mot innerkorridoren som papyrusmanuskripten, tillsammans med en massa bråte (sand, småsten, skrivarmaterial och gravkonstruktionsverktyg), påträffades av utgrävarna.
Mesehs grav ligger i anslutning till den mycket större graven tillhörande den höge ämbetsmannen Ipi (MMA 516/TT 315), och det antas ofta att det var kulten i denne Ipis grav som Heqanakht ansvarade för. Ipi var vesir ("statsminister") under det tidiga Mellersta riket. Området utmärks av klippgravar och dödstempel som tillhör tiden för Egyptens 11:e och 12:e kungadynastier. Även dialekten i Heqanakht papyri pekar på en datering till det tidiga Mellersta riket. "Account V" innehåller dateringar till regeringsår 5 och 8 av någon icke namngiven kung. Utifrån diverse resonemang centrerat kring Mesehs ålder och tiden för Ipis ämbetsmannaskap dateras textsamlingen ofta till Sesostris I:s regeringstid.
En tvistefråga rör var Heqanakhts hem, Nebsyt, låg. Tidigare var det standard att placera denna ort inte långt från där Heqanakht befann sig och strax söder om Thebe. Allen (textsamlingens senaste publicerare) har dock, utifrån främst logiska och topografiska resonemang, argumenterat för att Nebsyt måste ha legat relativt långt från Thebe och dessutom i norra Egypten, vid Memphis eller i Fayyum-regionen. Föreställningen om att Heqanakht tjänstgjorde som ka-präst i Thebe och i nära relation till Ipis grav tycks däremot vara oomtvistad, uttryckt även av Gunn, James (textsamlingens förste publicerare) och Goedicke. Ett tredje geografiskt centrum i papyrusmanuskripten är den thinitiska provinsen. Allen hävdar att Heqanakht bedrev handel (centrerad på produktionen av linne) med den där boende (äldre) kvinnan Sitnebsekhtu.
Det är ett mysterium hur papyrusmanuskripten (några av dem med sigillen fortfarande obrutna) hamnade i Mesehs grav. Goedicke spekulerar, i sin särskilda studie av texterna, att Sihathor (den åt vilken textsamlingen anförtroddes) blev rånad och att rånarna sedan dumpade de för dem värdelösa manuskripten inne i den tillgängliga graven, medan Allen i sin teori om vad som  hände menar att Sihathor och den lokale thebanske skrivaren brukade använda gravens förkammare som arbetsplats och att de hade för vana att förvara sina papyri och övriga skrivredskap där inne. När sedan Mesehs begravning (en händelse som skrivarna inte kände till i förväg) ägde rum så skyfflade begravningsarbetarna ned papyrusmanuskripten och allt det övriga löst liggande materialet från förkammaren i syftet att konstruera en ramp som skulle underlätta transporterandet av sarkofagen ned till gravkammaren. Efter att Mesehs mumie gravlagts murade begravningarbetarna igen öppningen - med Heqanakht papyri begravda i rampen inne i den förseglade delen av graven.

## Mottagandet av textsamlingen
Det är framför allt inblicken i en relativt vanlig egyptisk familjs hemliv, Heqanakhts egna och personliga ton i sina brev, och de detaljerade uppgifterna om de dåvarande ekonomiska och jordbruksmässiga förhållandena som har gjort dessa papyri berömda. Även populärkulturen har låtit sig inspireras, vilket kan ses i till exempel Agatha Christies roman Slutet blir döden, vilken utspelar sig i forntidens Egypten och är inspirerad av karaktärerna och samhällsbilden i Heqanakht papyri.
Åtskilliga vetenskapliga böcker och artiklar har skrivits om Heqanakht papyri. Textsamlingen har framför allt inspirerat forskning i ekonomisk och social historia, med utgångspunkt från förhållandena i forntidens Egypten. Texterna finns publicerade i två verk (båda utgivna av museet) av T.G.H. James och av J.P. Allen. Översättningar finns även i den särskilda studien av textsamlingen av H. Goedicke och i textantologierna av E. Wente, R.B. Parkinson och T. Wilkinson.

## Källangivelser och kommentarer
1. ↑  Beroende på om man räknar palimpsestet "Letter P'" (se under "Breven och räkenskaperna") till textsamlingen eller inte.
2. ↑  Det är inte helt säkert att alla de fem fragmenten (se under "Breven och räkenskaperna") representerar olika texter.
3. 1 2 3  Allen, J.P. (2002). The Heqanakht Papyri, New York: Metropolitan Museum of Art, sid. xv-xvii.
4. ↑  Allen, J.P. (2002). The Heqanakht Papyri, New York: Metropolitan Museum of Art, sid. 6, 15-16.
5. ↑  Allen, J.P. (2002). The Heqanakht Papyri, New York: Metropolitan Museum of Art, sid. 7, 16-17.
6. ↑  Allen, J.P. (2002). The Heqanakht Papyri, New York: Metropolitan Museum of Art, sid. 8, 18, 82.
7. ↑  Allen, J.P. (2002). The Heqanakht Papyri, New York: Metropolitan Museum of Art, sid. 9, 18, 187.
8. ↑  Allen, J.P. (2002). The Heqanakht Papyri, New York: Metropolitan Museum of Art, sid. 10-11, 18-19.
9. ↑  Goedicke, H. (1984). Studies in the Hekanakhte Papers, Baltimore: Halgo, sid. 90.
10. ↑  Allen, J.P. (2002). The Heqanakht Papyri, New York: Metropolitan Museum of Art, sid. 11-13, 19-20.
11. ↑  Goedicke, H. (1984). Studies in the Hekanakhte Papers, Baltimore: Halgo, sid. 86.
12. ↑  Allen, J.P. (2002). The Heqanakht Papyri, New York: Metropolitan Museum of Art, sid. 13, 20.
13. ↑  Goedicke, H. (1984). Studies in the Hekanakhte Papers, Baltimore: Halgo, sid. 102.
14. ↑  Allen, J.P. (2002). The Heqanakht Papyri, New York: Metropolitan Museum of Art, sid. 13-14, 20-21.
15. ↑  Goedicke, H. (1984). Studies in the Hekanakhte Papers, Baltimore: Halgo, sid. 111.
16. 1 2 3 4 5  Allen, J.P. (2002). The Heqanakht Papyri, New York: Metropolitan Museum of Art, sid. 14, 21.
17. ↑  Allen, J.P. (2002). The Heqanakht Papyri, New York: Metropolitan Museum of Art, sid. 14.
18. ↑  Allen, J.P. (2002). The Heqanakht Papyri, New York: Metropolitan Museum of Art, sid. 79.
19. 1 2  Allen, J.P. (2002). The Heqanakht Papyri, New York: Metropolitan Museum of Art, sid. 179-89.
20. ↑  Allen, J.P. (2002). The Heqanakht Papyri, New York: Metropolitan Museum of Art, sid. 105.
21. ↑  Allen, J.P. (2002). The Heqanakht Papyri, New York: Metropolitan Museum of Art, sid. 3-6.
22. ↑  Allen, J.P. (2002). The Heqanakht Papyri, New York: Metropolitan Museum of Art, sid. 3-6, 101, 127-33.
23. ↑  James, T.G.H. (1962). The Hekanakhte Papers and Other Early Middle Kingdom Documents, New York: Metropolitan Museum of Art, sid. 7-9.
24. ↑  Allen, J.P. (2002). The Heqanakht Papyri, New York: Metropolitan Museum of Art, sid. 120-26.
25. ↑  Allen, J.P. (2002). The Heqanakht Papyri, New York: Metropolitan Museum of Art, sid. 120-26, 172-78.
26. ↑  Goedicke, H. (1984). Studies in the Hekanakhte Papers, Baltimore: Halgo, sid. 119-23.
27. ↑  Christie, A. (1989). Death Comes as the End, Glasgow: Fontana/Collins. Se särskilt sid. 7-8 (författarens anmärkning).
28. ↑  För en bibliografi, se M. Karlsson, A Bibliography of Heqanakht Papyri Studies 1922-2015 från 2015 (tillgänglig i http://uu.diva-portal.org och på https://www.academia.edu) Arkiverad 5 april 2015 hämtat från the Wayback Machine..
29. ↑  James, T.G.H. (1962). The Hekanakhte Papers and Other Early Middle Kingdom Documents, New York: Metropolitan Museum of Art; Allen, J.P. (2002). The Heqanakht Papyri, New York: Metropolitan Museum of Art.
30. ↑  Goedicke, H. (1984). Studies in the Hekanakhte Papers, Baltimore: Halgo; Wente, E. (1990). Letters from Ancient Egypt, Atlanta: Scholars Press; Parkinson, R.B. (1991). Voices from Ancient Egypt, Norman: University of Oklahoma Press; Wilkinson, T. (2016). Writings from Ancient Egypt, London: Penguin Classics.